# Muscle transverse de l'abdomen
Le muscle transverse de l'abdomen est un muscle de la paroi antéro-latérale de l'abdomen.

## Description
Le muscle transverse de l'abdomen est le plus profond des muscles larges de la partie antéro-latérale de l'abdomen.
C'est un muscle plat, mince et quadrilatère.

## Origine
Le muscle transverse de l'abdomen nait :
- de la face profonde des six derniers cartilages costaux entremêlés avec des fibres du diaphragme,
- de la lèvre médiale de la crête iliaque,
- du tiers latéral du ligament inguinal, par le biais du fascia thoraco-lombal des processus transverses des vertèbres lombaires.

## Trajet
Les fibres du muscle transverse de l'abdomen se dirigent horizontalement en avant et en dedans formant une gaine autour de la cavité abdominale.
Au niveau de ligne semi-lunaire, les fibres musculaires se poursuivent par une aponévrose tendineuse. Celle-ci passe derrière le muscle droit de l'abdomen dans ses trois quarts supérieurs. A ce niveau elle s'accole avec l'aponévrose du muscle oblique interne pour former la lame postérieure de la gaine du muscle droit de l'abdomen. Dans son quart inférieur, elle passe devant le muscle droit pour contribuer à la lame antérieure de la gaine du muscle droit de l'abdomen.
Les fibres inférieures issues du ligament inguinal s’unissent avec celles du muscle oblique interne.

## Insertion
Par le biais de la gaine du muscle droit de l'abdomen, les fibres supérieures se terminent sur la ligne blanche de l'abdomen.
Les fibres unies à celle du muscle oblique interne se termine par le biais du tendon conjoint au pubis et à la symphyse pubienne.

## Innervation
Le muscle transverse de l'abdomen est innervé par les nerfs intercostaux 5 à 11, le nerf subcostal ainsi que par des fibres du plexus lombaire.

## Fonction
Le muscle transverse de l'abdomen assure la contention des viscères.
Lors d'une contraction synchrone avec les autres muscles larges de l'abdomen, il permet de faire une flexion de la colonne thoraco-lombaire ainsi qu'une compression abdominale utile à l'expiration active, la miction et la défécation.
Le transverse constitue la partie latérale profonde du caisson abdominal.

## Galerie

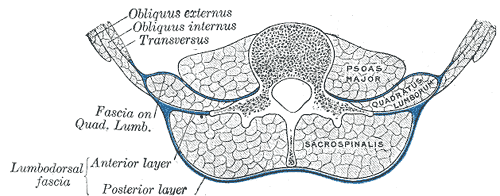
Schéma d'une coupe transversale d'une la région lombaire
La gaine du muscle droit au-dessus de la ligne arquée
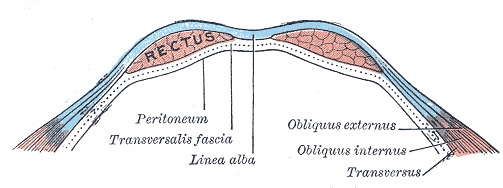
La gaine des muscle droit en dessous de la ligne arquée